# Remo nos Jogos Olímpicos de Verão de 2008 - Skiff quádruplo feminino
As competições da classe skiff quádruplo feminino (barcos com quatro tripulantes em que cada tripulante segura duas pás) do remo nos Jogos Olímpicos de Verão de 2008 foram realizadas entre os dias 10 e 17 de agosto. Os eventos foram disputados no Parque Olímpico Shunyi.

## Medalhistas
| Ouro   | CHN Tang Bin, Xi Aihua, Jin Ziwei e Zhang Yangyang                    |
| Prata  | GBR Annie Vernon, Debbie Flood, Frances Houghton e Katherine Grainger |
| Bronze | GER Britta Oppelt, Manuela Lutze, Kathrin Boron e Stephanie Schiller  |

## Resultados

### Eliminatórias
Regras de classificação: 1→FA, 2..→R

#### Eliminatória 1
| Pos. | Atletas                                        | País        | Tempo   |    |
| ---- | ---------------------------------------------- | ----------- | ------- | -- |
| 1    | Tang, Xi, Jin, Zhang                           | CHN China   | 6:11.83 | FA |
| 2    | Spiryukhova, Olefirenko, Lyalchuk, Kolesnikova | UKR Ucrânia | 6:17.84 | R  |
| 3    | de Jong, de Zwager, Hanson, Guloien            | CAN Canadá  | 6:23.27 | R  |
| 4    | Kalinovskaya, Dorodnova, Merk, Levina          | RUS Rússia  | 6:26.21 | R  |

#### Eliminatória 2
| Pos. | Atletas                           | País               | Tempo   |    |
| ---- | --------------------------------- | ------------------ | ------- | -- |
| 1    | Vernon, Flood, Houghton, Grainger | GBR Grã-Bretanha   | 6:13.70 | FA |
| 2    | Oppelt, Lutze, Boron, Schiller    | GER Alemanha       | 6:15.26 | R  |
| 3    | Pernell, Meyer, Kaido, Shumway    | USA Estados Unidos | 6:19.89 | R  |
| 4    | Ives, Hore, Uphill, Bradley       | AUS Austrália      | 6:20.95 | R  |

### Repescagem
Regras de classificação: 1-4→FA, 5..→FB
| Pos. | Atletas                                        | País               | Tempo   |    |
| ---- | ---------------------------------------------- | ------------------ | ------- | -- |
| 1    | Oppelt, Lutze, Boron, Schiller                 | GER Alemanha       | 6:36.17 | FA |
| 2    | Pernell, Meyer, Kaido, Shumway                 | USA Estados Unidos | 6:39.53 | FA |
| 3    | Ives, Hore, Uphill, Bradley                    | AUS Austrália      | 6:41.39 | FA |
| 4    | Spiryukhova, Olefirenko, Lyalchuk, Kolesnikova | UKR Ucrânia        | 6:41.45 | FA |
| 5    | de Jong, de Zwager, Hanson, Guloien            | CAN Canadá         | 6:46.60 | FB |
| 6    | Kalinovskaya, Dorodnova, Merk, Levina          | RUS Rússia         | 6:51.14 | FB |

### Finais

#### Final B
| Pos. | Atletas                               | País       | Tempo   |
| ---- | ------------------------------------- | ---------- | ------- |
| 1    | Kalinovskaya, Dorodnova, Merk, Levina | RUS Rússia | 6:28.10 |
| 2    | de Jong, de Zwager, Hanson, Guloien   | CAN Canadá | 6:28.78 |

#### Final A
| Pos. | Atletas                                        | País               | Tempo   |
| ---- | ---------------------------------------------- | ------------------ | ------- |
|      | Tang, Xi, Jin, Zhang                           | CHN China          | 6:16.06 |
|      | Vernon, Flood, Houghton, Grainger              | GBR Grã-Bretanha   | 6:17.37 |
|      | Oppelt, Lutze, Boron, Schiller                 | GER Alemanha       | 6:19.56 |
| 4    | Spiryukhova, Olefirenko, Lyalchuk, Kolesnikova | UKR Ucrânia        | 6:20.02 |
| 5    | Pernell, Meyer, Kaido, Shumway                 | USA Estados Unidos | 6:25.86 |
| 6    | Ives, Hore, Uphill, Bradley                    | AUS Austrália      | 6:30.05 |

Legenda
| Recorde mundial      | Recorde mundial (World record)               |                       | Recorde africano                      | Recorde africano (African) |                                           | Q | Classificado por posição (Qualified) |
| Recorde olímpico     | Recorde olímpico (Olympic record)            | Recorde da América    | Recorde da América (Americas)         | q                          | Classificado por melhor tempo (Qualified) |   |                                      |
| Melhor marca do ano  | Melhor marca do ano (World leading)          | Recorde asiático      | Recorde asiático (Asian)              | DNS                        | Não largou (Did not start)                |   |                                      |
| Recorde nacional     | Recorde nacional (National record)           | Recorde europeu       | Recorde europeu (European)            | DNF                        | Não terminou (Did not finish)             |   |                                      |
| Recorde pessoal      | Recorde pessoal do atleta (Personal best)    | Recorde da Oceania    | Recorde da Oceania (Oceania)          | DSQ / DQ                   | Desclassificado (Disqualified)            |   |                                      |
| Recorde da temporada | Recorde da temporada do atleta (Season best) | Recorde sul-americano | Recorde sul-americano (South America) | NM                         | Sem marca (No mark)                       |   |                                      |

### Remo
| S | Classificado(a) para as semifinais |    |                        | FA | Final A (disputa de medalhas) |  |  | FD | Final D (sem medalhas) |
| Q | Classificado(a) para as quartas    | FB | Final B (sem medalhas) | FE | Final E (sem medalhas)        |  |  |    |                        |
| R | Classificado(a) para a repescagem  | FC | Final C (sem medalhas) | FF | Final F (sem medalhas)        |  |  |    |                        |